# Зорн (река)
Зорн (фр. Zorn) је река у Француској. Дуга је 97 km. Улива се у Модер. 